# Mina Stierncrona
Vilhelmina (Mina) Agneta Stierncrona, född 30 oktober 1802 i Stockholm, död 2 maj 1840 på Vilsta säteri i Klosters socken, Västmanlands län av lungsot, var en svensk hovfröken och tecknare.
Hon var dotter till hovmarskalken David Stierncrona och Antonetta Vilhelmina Charlotta Piper och från 1829 gift med löjtnanten Patrik Georg O'Konor. Hon var hovfröken hos prinsessan Sofia Albertina. Hennes konst består av laveringar med landskapsskildringar. Stierncrona är representerad vid Uppsala universitetsbibliotek.